# جوجل نكسس
جوجل نيكزس (بالإنجليزية: Google Nexus)‏ هو هاتف ذكي يعمل بنظام أندرويد، تم طرحه في الأسواق في يناير 2010.

## الخصائص
- نظام التشغيل: أندرويد